# Boutiers-Saint-Trojan
Boutiers-Saint-Trojan település Franciaországban, Charente megyében. Lakosainak száma 1393 fő (2022. január 1.). Boutiers-Saint-Trojan Châteaubernard, Cognac, Nercillac, Saint-Brice és Val-de-Cognac községekkel határos.

## Népesség
A település népessége az elmúlt években az alábbi módon változott:
| Lakosok száma | 1011 | 1313 | 1379 | 1327 | 1420 | 1462 | 1430 | 1419 | 1405 | 1393 |
|               | 1968 | 1982 | 1999 | 2006 | 2011 | 2015 | 2017 | 2018 | 2020 | 2022 |